# Dirk Wäger
Dirk Wäger (* 1959) ist ein deutscher Schauspieler, Synchron- und Hörspielsprecher.

## Leben
Bereits in der Oberschule spielte Dirk Wäger in der Laienspielgruppe den Professor im Professor Mamlock von Friedrich Wolf und den Iswall in Hermann Kants Aula. Seine erste Filmrolle erhielt er, als er sich nach der Oberschule auf eine Annonce in einer Zeitung meldete. Er erhielt Hauptrolle in dem DEFA-Film Schatzsucher, war sich aber nicht darüber im Klaren, ob er den Beruf eines Schauspielers ergreifen soll. So arbeitete er zunächst als Gleisbauer und leistete anschließend seinen Wehrdienst bei der Volksmarine der DDR, weshalb er in der Uniform eines Matrosen 1979 an der Premiere des Films im Berliner Kino International teilnahm. Er entschloss sich dann doch noch für ein Studium an der Hochschule für Schauspielkunst „Ernst Busch“ in Berlin, das er 1986 abschloss. Anschließend wurde er noch als Meisterschüler an das Berliner Theater im Palast delegiert.

## Filmografie
- 1985: Flug des Falken (Fernsehvierteiler)
- 1987: Wie die Alten sungen…
- 1987: Sachsens Glanz und Preußens Gloria (Fernsehmehrteiler: Gräfin Cosel)
- 1988: Barfuß ins Bett (Fernsehserie, 4 Episoden)
- 1988: Die verzauberten Brüder (Fernsehfilm)
- 1989: Die gläserne Fackel (Fernsehserie, 1 Episode)
- 1989: Der Schlüssel zum Glück (Fernsehfilm)
- 1990: Klein, aber Charlotte (Fernsehserie)
- 1991: Die Sprungdeckeluhr
- 1997: Der Fahnder (Fernsehserie, 1 Episode)
- 1997: Alarm für Cobra 11 – Die Autobahnpolizei (Fernsehserie, 1 Episode)
- 1999: Großstadtrevier (Fernsehserie, 1 Episode)
- 1999: Hallo, Onkel Doc! (Fernsehserie, 1 Episode)
- 2000: Dr. Sommerfeld – Neues vom Bülowbogen (Fernsehserie, 1 Episode)
- 2001: Unser Charly (Fernsehserie, 1 Episode)
- 2003: Dienst (Kurzfilm)
- 2012: Forsthaus Falkenau (Fernsehserie, 2 Episoden)
- 2015: Das Geständnis
- 2023: Der Zeuge

## Theater
- 1986: Rudi Strahl/Heinz Drewniok/Jürgen Frenzel: Anstoß – Heitere Miniaturen – Regie: Vera Oelschlegel (Theater im Palast Berlin)
- 1987: Heinrich von Kleist: Prinz Friedrich von Homburg oder die Schlacht bei Fehrbellin (Hohenzollern) – Regie: Vera Oelschlegel (Theater im Palast Berlin)
- 1988: Peter Ensikat/Wolfgang Schaller: Auf dich kommt es an, nicht auf alle – Regie: Gisela Oechelhaeuser (Theater im Palast Berlin)
- 1990: Friedrich Schiller: Kabale und Liebe (Zahnarzt) – Regie: Leander Haußmann (Kleist-Theater Frankfurt/Oder)
- 1991: Alan Menken / Howard Ashman: Der kleine Horrorladen (Wächter) – Regie: Karina Koppenhöfer/Daniele Drobny (Kleist-Theater Frankfurt/Oder)
- 1991: Heinrich von Kleist: Amphitryon – Regie: Andreas Kriegenburg (Kleist-Theater Frankfurt/Oder)
- 1992: William Shakespeare: Der Sturm (Ferdinand) – Regie: Carlos Medina (Kleist-Theater Frankfurt/Oder)
- 1992: John Hopkins: Verlorene Zeit (Kenneth) – Regie: Rudolf Koloc (Hans Otto Theater Potsdam)
- 1998: Bertolt Brecht: Die heilige Johanna der Schlachthöfe – Regie: Benno Besson (Schauspielhaus Zürich)
- 1999: Richard O’Brien: The Rocky Horror Show (Dr. Frank N. Furter) – Regie: Michael Funke (Kleist-Theater Frankfurt/Oder)
- 2006: Marc Camoletti: Boeing-Boeing (Bernhard) – Regie: Rolf Berg (Comödie Bochum)
- 2008: Lars Albaum/Dietmar Jacob: Das andalusische Mirakel – Regie: Patricia Frey (Comödie Bochum)
- 2009: Alexander G. Schäfer: Diät, Diät (Ehemann Hendrik) – Regie: Jochen Schroeder (Comödie Bochum)

## Hörspiele
- 1987: Wiktor Rosow/Inge Müller: Unterwegs (Wassil) – Regie: Rainer Schwarz (Hörspiel – Rundfunk der DDR)
- 1988: Sybill Mehnert: Das darf nicht wahr sein (Udo) – Regie: Bert Bredemeyer (Kurzhörspiel der Hörspielreihe: Waldstraße Nr. 7 – Rundfunk der DDR)
- 1988: Sybill Mehnert: Kuckuck im fremden Nest (Udo) – Regie: Bert Bredemeyer (Kurzhörspiel der Hörspielreihe: Waldstraße Nr. 7 – Rundfunk der DDR)
- 1988: Olaf Kampmann: Eine vorbildliche Initiative (Conférencier) – Regie: Edith Schorn (Kurzhörspiel der Hörspielreihe: Waldstraße Nr. 7 – Rundfunk der DDR)
- 1988: Viorica Nicoara: Die Zwillingsbrüder (Bogdan) – Regie: Helmut Hellstorff (Kinderhörspiel – Rundfunk der DDR)
- 1988: Boris Almasow: Der Pfad durch die Sümpfe (Student) – Regie: Uwe Haacke (Kinderhörspiel/Kurzhörspiel – Rundfunk der DDR)
- 1988: Rudi Strahl: Es war die Lerche oder Vom Elend heutiger Liebender – Regie: Christa Kowalski (Kinderhörspiel – Rundfunk der DDR)
- 1989: Norbert Urban: Fünfeck (Udo) – Regie: Bert Bredemeyer (Kurzhörspiel der Hörspielreihe: Waldstraße Nr. 7 – Rundfunk der DDR)
- 1989: Hans Siebe: Porzellan (Uwe) – Regie: Achim Scholz (Kriminalhörspiel – Rundfunk der DDR)
- 1989: Christian Hussel: Der Turm (Rod) – Regie: Achim Scholz (Kurzhörspiel – Rundfunk der DDR)
- 1989: Wolfgang Mahlow: Kennt jemand dieses Mädchen (Steffen) – Regie: Christa Kowalski (Kinderhörspiel – Rundfunk der DDR)
- 1989: Sybill Mehnert: Tatzeuge gesucht (Leutnant Kreutz) – Regie: Edith Schorn (Kriminalhörspiel/Kurzhörspiel – Rundfunk der DDR)
- 1989: Ljubomir Garbew: Die letzte Stunde beim Klassenlehrer (Danail) – Regie: Helmut Hellstorff (Kinderhörspiel – Rundfunk der DDR)
- 1990: Georg Büchner/Carl-Christian Demke: Franz (Andreas) – Regie: Wolfgang Rindfleisch (Hörspiel – Rundfunk der DDR)
- 1990: Ursula Enderle: Vom Weinstock des Vaters (mittlerer Bruder) – Regie: Uwe Haacke (Kinderhörspiel/Kurzhörspiel – Rundfunk der DDR)
- 1990: Mark Herzberg: Schlüssel zum Geld (Leutnant Mados) – Regie: Edith Schorn (Kriminalhörspiel/Kurzhörspiel – Rundfunk der DDR)
- 1990: Caritas Führer: Wir woll`n die gold`ne Brücke Bau`n (Stefan) – Regie: Christa Kowalski (Kinderhörspiel – Rundfunk der DDR)
- 1990: Rene Schwarz: Der Trick (Michael) – Regie: Detlef Kurzweg  (Kurzhörspiel – Rundfunk der DDR)
- 1990: Petra Seedorf: David, Geliebter (Sven Thomas) – Regie: Detlef Kurzweg  (Hörspiel – Rundfunk der DDR)
- 1996: Werner Buhss: Zwei Schüsse, einer ins Knie, einer in den Kopf – Regie: Wolfgang Rindfleisch (Kriminalhörspiel – DLR)
- 2009: Matthias Wittekindt: Die Frau im Netz (Mann am Kai) – Regie: Wolfgang Rindfleisch  (Kriminalhörspiel – DLR)

## Synchronisationen
| Film                                    | Jahr                | Rolle          | Darsteller           |
| --------------------------------------- | ------------------- | -------------- | -------------------- |
| Durch die Hölle nach Westen             | 1976 (Synchro 1990) | Jed Macahan    | William Kirby Cullen |
| Das Tagebuch der Anne Frank             | 1980                | Peter Van Daan | Scott Jacoby         |
| Erotisches zur Nacht (Ep. Liebeslist)   | 1986 – 1990         | Fabrice        | Thierry Bearzatto    |
| Die glorreichen Zwei (Staffel 1, Ep. 7) | 1987 – 1988         | Vogelscheuche  | Leon Robinson        |
| Die glorreichen Zwei (Staffel 2, Ep. 9) | 1987 – 1988         | Ryan Nelson    | Danny Hassel         |

## Auszeichnungen
- 1979: Filmpreis des Jugendmagazins Neues Leben: Nachwuchspreis für die Rolle im DEFA-Film Schatzsucher